# Kościół Serca Jezusowego w Piotrowie
Kościół Serca Jezusowego – szachulcowy kościół zlokalizowany we wsi Piotrowo, w gminie Obrzycko, w województwie wielkopolskim.
Świątynię wybudowano w centrum wsi w 1839 dla miejscowych protestantów. Od 1945 stanowi filię parafii w Obrzycku. Kościół jednonawowy z czworoboczną wieżą przylegającą od południowego wschodu (hełm baniasty). Wejście do kościoła odbywa się przez wieżę. Dach dwuspadowy z naczółkiem, pokryty dachówką. Przy kościele zachowany jest odcinek starej alei lipowej.